# Hall-Gletscher
Der Hall-Gletscher ist ein Gletscher an der English-Küste des westantarktischen Ellsworthlands. Er fließt zwischen dem Lidke-Eisstrom und dem Nikitin-Gletscher in nördlicher Richtung zum Stange-Sund.
Das Advisory Committee on Antarctic Names benannte ihn 2006 nach Dann V. Hall vom United States Geological Survey, der zwischen 1976 und 1978 an diversen luftunterstützten Vermessungen in Antarktika beteiligt war.